# 西塔·穆爾特

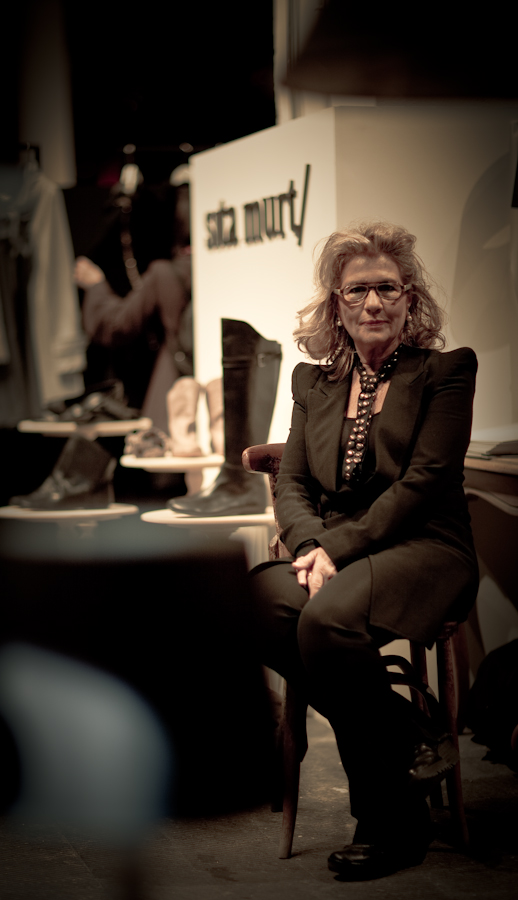
2010年西塔·穆爾特在服装展

西塔·穆爾特（西班牙語：Sita Murt，加泰隆尼亞語發音：[ˈsitə ˈmurt]，1946年—2014年12月1日），是一名加泰隆尼亚的時裝設計師和商人。她出生于西班牙巴塞罗那。她因《午夜巴塞罗那》的软质服装设计而闻名于世。
2014年12月，她因癌症去世于西班牙巴塞罗那，享年68岁。